# Friesea oligorhopala
Friesea oligorhopala is een springstaartensoort uit de familie van de Neanuridae. De wetenschappelijke naam van de soort is voor het eerst geldig gepubliceerd in 1914 door Caroli.